# Градашница (Лесковац)
Градашница је насељено место града Лесковца у Јабланичком округу. Према попису из 2022. било је 256 становника.

## Положај и тип села
Село је подигнуто на уском простору дуж Градашничке реке, чије је корито дубоко усечено у језерску терасу. На овом месту долина реке је дубока, а њене стране обрасле су храстовом шумом. Такав положај утицао је да облик села буде издужен, са збијеним кућама и двориштима који припадају разним родовима, што је била основа поделе на махале.

## Етимологија
Назив села потиче од речи град, у значењу тврђаве, односно градишта чији се остаци налазе изнад зграде основне школе у средишњем делу Градашнице, на врху купастог брега, на левој обали реке. Тврђава потиче из античког доба и била је знатног обима.

## Хидрографске карактеристике
Кроз село протиче поменута Градашничка река. Она је у изворном делу састављена од два водотока који се састају изнад Градашнице. Лева саставница извире изнад села Пискупова, а десна испод власотиначког села Липовице. Градашничка река улица се у Орашачку реку у потесу „Крнцељ”.
У селу има кладенаца и бунара. Вода је лака, здрава и питка.

## Демографија
У насељу Градашница живи 407 пунолетних становника, а просечна старост становништва износи 48,7 година (45,7 код мушкараца и 51,7 код жена). У насељу има 159 домаћинстава, а просечан број чланова по домаћинству је 2,97.
Ово насеље је великим делом насељено Србима (према попису из 2002. године), а у последња три пописа, примећен је пад у броју становника.
|             | \| Демографија[2] \| Демографија[2] \| Демографија[2] \| \| Година \| Становника \| Становника \| \| -------------- \| -------------- \| -------------- \| \| 1948. \| 930 \| \| \| 1953. \| 917 \| \| \| 1961. \| 921 \| \| \| 1971. \| 850 \| \| \| 1981. \| 726 \| \| \| 1991. \| 577 \| 576 \| \| 2002. \| 472 \| 473 \| \| 2011. \| 380 \| \| \| 2022. \| 256 \| \| |            |
| Демографија | |            |
| Година      | Становника | Становника |
| 1948.       | 930 |            |
| 1953.       | 917 |            |
| 1961.       | 921 |            |
| 1971.       | 850 |            |
| 1981.       | 726 |            |
| 1991.       | 577 | 576        |
| 2002.       | 472 | 473        |
| 2011.       | 380 |            |
| 2022.       | 256 |            |

| Етнички састав према попису из 2002.‍ | Етнички састав према попису из 2002.‍ | Етнички састав према попису из 2002.‍ | Етнички састав према попису из 2002.‍ | Етнички састав према попису из 2002.‍ |
| ------------------------------------ | ------------------------------------ | ------------------------------------ | ------------------------------------ | ------------------------------------ |
|                                      |                                      |                                      |                                      |                                      |
| Срби                                 | Срби                                 |                                      | 468                                  | 99,15%                               |
| Македонци                            | Македонци                            |                                      | 2                                    | 0,42%                                |
| Црногорци                            | Црногорци                            |                                      | 1                                    | 0,21%                                |
| непознато                            | непознато                            |                                      | 0                                    | 0,0%                                 |

| Година пописа     | 1948. | 1953. | 1961. | 1971. | 1981. | 1991. | 2002. |
| ----------------- | ----- | ----- | ----- | ----- | ----- | ----- | ----- |
| Број домаћинстава | 145   | 144   | 170   | 194   | 181   | 174   | 159   |

| Број чланова      | 1  | 2  | 3  | 4  | 5  | 6  | 7 | 8 | 9 | 10 и више | Просек |
| ----------------- | -- | -- | -- | -- | -- | -- | - | - | - | --------- | ------ |
| Број домаћинстава | 46 | 43 | 19 | 13 | 12 | 15 | 7 | 4 | 0 | 0         | 2,97   |

| Пол    | Укупно | Неожењен/Неудата | Ожењен/Удата | Удовац/Удовица | Разведен/Разведена | Непознато |
| ------ | ------ | ---------------- | ------------ | -------------- | ------------------ | --------- |
| Мушки  | 203    | 44               | 142          | 15             | 2                  | 0         |
| Женски | 211    | 17               | 141          | 52             | 1                  | 0         |
| УКУПНО | 414    | 61               | 283          | 67             | 3                  | 0         |

| Пол    | Укупно                    | Пољопривреда, лов и шумарство | Рибарство                            | Вађење руде и камена | Прерађивачка индустрија       |
| ------ | ------------------------- | ----------------------------- | ------------------------------------ | -------------------- | ----------------------------- |
| Мушки  | 164                       | 116                           | 0                                    | 0                    | 19                            |
| Женски | 136                       | 124                           | 0                                    | 0                    | 7                             |
| УКУПНО | 300                       | 240                           | 0                                    | 0                    | 26                            |
| Пол    | Производња и снабдевање   | Грађевинарство                | Трговина                             | Хотели и ресторани   | Саобраћај, складиштење и везе |
| Мушки  | 0                         | 11                            | 8                                    | 1                    | 3                             |
| Женски | 0                         | 0                             | 1                                    | 0                    | 1                             |
| УКУПНО | 0                         | 11                            | 9                                    | 1                    | 4                             |
| Пол    | Финансијско посредовање   | Некретнине                    | Државна управа и одбрана             | Образовање           | Здравствени и социјални рад   |
| Мушки  | 0                         | 0                             | 3                                    | 1                    | 0                             |
| Женски | 0                         | 0                             | 1                                    | 1                    | 0                             |
| УКУПНО | 0                         | 0                             | 4                                    | 2                    | 0                             |
| Пол    | Остале услужне активности | Приватна домаћинства          | Екстериторијалне организације и тела | Непознато            | Непознато                     |
| Мушки  | 2                         | 0                             | 0                                    | 0                    | 0                             |
| Женски | 0                         | 0                             | 0                                    | 1                    | 1                             |
| УКУПНО | 2                         | 0                             | 0                                    | 1                    | 1                             |